# João Lopes da Cunha
João Lopes da Cunha foi um político brasileiro, deputado pelo Rio Negro, atual estado do Amazonas.
Foi deputado brasileiro às Cortes de Lisboa pela Província do Amazonas.